# 대한민국의 텔레비전 드라마 목록 (ㄴ)
대한민국의 텔레비전 드라마 목록 (ㄴ)에서는 ㄴ으로 시작되는 제목의 대한민국의 드라마를 서술한다.

## 나
- 나는 그녀가 좋다
- 나는 달린다
- 나는 별 일 없이 산다
- 나는 이혼하지 않는다
- 나는 전설이다 (드라마)
- 나는 천사가 아니다
- 나도 엄마야
- 나도, 꽃!
- 나만의 당신
- 나비야 청산가자
- 나쁜 남자 (드라마)
- 나쁜 녀석들 (드라마)
- 나쁜 녀석들 : 악의 도시
- 나쁜 사랑 (드라마)
- 나쁜 여자들
- 나쁜 친구들
- 나쁜 형사
- 나쁜여자 착한여자
- 나의 나라
- 나의 아저씨
- 나인룸
- 난 네게 반했어
- 난폭한 로맨스
- 날 녹여주오
- 날마다 행복해
- 날씨가 좋으면 찾아가겠어요
- 남강 이승훈 (드라마)
- 남자가 사랑할 때 (2004년 드라마)
- 남자가 사랑할 때 (2013년 드라마)
- 남자는 외로워
- 남자대탐험
- 남자를 믿었네
- 남자의 향기 (드라마)
- 남자 이야기 (2009년 드라마)
- 남자친구 (드라마)
- 남풍 (드라마)
- 남한산성 (드라마)
- 낫 (드라마)
- 낭랑 18세 (2004년 드라마)
- 낭만닥터 김사부
- 낭만닥터 김사부 2
- 낯선 사람
- 내 남자의 비밀
- 내 남자의 여자
- 내 뒤에 테리우스
- 내 딸 꽃님이
- 내 딸 서영이
- 내 딸, 금사월
- 내 마음 별과 같이
- 내 마음은 호수
- 내 마음을 뺏어봐
- 내 마음의 꽃비
- 내 마음이 들리니
- 내 사랑 금지옥엽
- 내 사랑 나비부인
- 내 사랑 유미
- 내 사랑 팥쥐
- 내 사위의 여자
- 내 생애 마지막 스캔들
- 내 생애 봄날
- 내 아이디는 강남미인
- 내 안의 천사
- 내 여자
- 내 여자친구는 구미호
- 내 연애의 모든 것
- 내 이름은 김삼순
- 내 인생의 단비
- 내 인생의 스페셜
- 내 인생의 콩깍지
- 내가 사는 이유
- 내게 거짓말을 해봐
- 내겐 너무 사랑스러운 그녀
- 내사랑 내곁에 (1998년 드라마)
- 내사랑 내곁에 (2011년 드라마)
- 내사랑 누굴까
- 내사랑 치유기
- 내일 또 내일 (1987년 드라마)
- 내일도 맑음
- 내일도 칸타빌레
- 내일은 맑음 (2000년 드라마)
- 내일은 태양
- 내일을 향해 쏴라 (드라마)
- 내일이 오면 (1988년 드라마)
- 내일이 오면 (2011년 드라마)
- 내조의 여왕
- 냄새를 보는 소녀 (드라마)
- 낭만닥터 김사부 2
- 날씨가 좋으면 찾아가겠어요
- 낮과 밤
- 내가 가장 예뻤을 때
- 나는 간호사 사람입니다

## 너
- 너는 내 운명 (드라마)
- 너도 인간이니?
- 너라서 좋아
- 너를 기억해
- 너무 한낮의 연애
- 너와 나의 노래
- 너의 노래를 들려줘
- 너의 목소리가 들려 (2013년 드라마)
- 너희들은 포위됐다
- 넌 내게 반했어
- 넌 어느 별에서 왔니
- 넝쿨째 굴러온 당신
- 네 꿈을 펼쳐라
- 네 멋대로 해라 (드라마)
- 네 이웃의 아내
- 네 자매 이야기

## 노
- 노란 복수초
- 노란 손수건
- 녹두꽃 (드라마)
- 녹색마차

## 누
- 누가 뭐래도
- 누구세요?
- 누나의 거울
- 눈꽃 (2000년 드라마)
- 눈꽃 (2006년 드라마)
- 눈먼 새의 노래
- 눈물이 보일까봐
- 눈물의 여왕
- 눈사람 (드라마)
- 눈의 여왕 (드라마)
- 눈이 부시게
- 뉴하트

## 느
- 늑대 (드라마)